# Liste des fabricants de scooter
Cette liste des fabricants de scooter présente les entreprises qui fabriquent ou ont fabriqué des scooters motorisés.

## Fabricants de scooter en production
| Constructeur                  | Pays d'origine | Groupe                     |
| ----------------------------- | -------------- | -------------------------- |
| Adly (en)                     | Taïwan         | Her Chee (en)              |
| Aprilia                       | Italie         | Piaggio                    |
| Bajaj Motorcycles             | Inde           | Bajaj Group                |
| Benelli                       | Italie         | Qianjiang (en)             |
| Beta                          | Italie         |                            |
| Baotian (en)                  | Chine          |                            |
| Buddy (en)                    | Taïwan         | Genuine Scooters (en)      |
| Daelim                        | Corée du Sud   |                            |
| Derbi                         | Espagne        | Piaggio                    |
| Garelli                       | Italie         |                            |
| Gevatti                       | Algérie        | Gevatti                    |
| Gilera                        | Italie         | Piaggio                    |
| Gorilla Motor Works           | Chine          |                            |
| Honda                         | Japon          |                            |
| Hyosung                       | Corée du Sud   |                            |
| Italjet                       | Italie         |                            |
| Junak (en)                    | Pologne        |                            |
| Kymco                         | Taïwan         |                            |
| Lifan                         | Chine          |                            |
| Lohia Machinery Limited (LML) | Inde           |                            |
| MBK (ex-Motobécane)           | France         | Yamaha                     |
| Modenas                       | Malaisie       |                            |
| Motowell (en)                 | Hongrie        |                            |
| Peugeot                       | France         | Mahindra                   |
| PGO Scooters (en)             | Taïwan         | Motive Power Industry      |
| Piaggio                       | Italie         | Piaggio                    |
| Peirspeed (en)                | Taïwan         | TGB (en)                   |
| Rieju                         | Espagne        |                            |
| RedE                          | France         | RedE Group                 |
| Qingqi (en)                   | Chine          |                            |
| Sachs                         | Allemagne      | ZF Friedrichshafen AG (en) |
| Stella (en)                   | Inde           | Genuine Scooters (en)      |
| Suzuki                        | Japon          | Suzuki                     |
| SYM (Sanyang Motorcycle)      | Taïwan         |                            |
| Taiwan Golden Bee (en) (TGB)  | Taïwan         |                            |
| Tao Tao (en)                  | Chine          | Tao Tao Limited (en)       |
| Tomos (en)                    | Slovénie       |                            |
| TVS (en)                      | Inde           | Sundaram Motors (en)       |
| Vectrix                       | États-Unis     |                            |
| Vento (en)                    | États-Unis     |                            |
| Vespa                         | Italie         | Piaggio                    |
| Yamaha                        | Japon          | Yamaha                     |
| Zongshen                      | Chine          |                            |
| Znen (en)                     | Chine          |                            |
| AS Motors                     | Algérie        | AS Motors                  |
| VMS                           | Algérie        | VMS Industrie              |

## Fabricants de scooter ayant cessé la production
- Allstate (en), scooters Sears fabriqués par Cushman ou Vespa
- API (en) Lamby —  Inde
- Bernardet —  France
- BSA —  Royaume-Uni
- Čezeta (en), Česká Zbrojovka Strakonice —  République tchèque
- Cushman (en) (1936—1965) —  États-Unis
- Douglas —  Royaume-Uni
- Ducati —  Italie
- Harley-Davidson Topper —  États-Unis
- Heinkel —  Allemagne
- Indian Motorcycles (en) —  États-Unis
- Innocenti (Lambretta) —  Italie
- Iso Rivolta (en) —  Italie
- James (en) —  Royaume-Uni
- Jawa —  République tchèque
- Kreidler —  Allemagne
- KTM —  Autriche
- Maïco —  Allemagne
- Malaguti —  Italie
- Manurhin —  France
- Messerschmitt —  Allemagne
- Mitsubishi Heavy Industries —  Japon
- NSU —  Allemagne
- Piatti —  Belgique /  Royaume-Uni
- Puch —  Autriche
- Fuji Heavy Industries Rabbit —  Japon
- Serveta (Lambretta) —  Espagne
- Schwinn, Tomberlin Product Group —  États-Unis
- Terrot —  France
- TN'G (en) —  États-Unis
- Triumph —  Royaume-Uni
- Zündapp —  Allemagne